# Tadeusz Drzewicki
Tadeusz Drzewicki (ur. 9 lipca 1909 we Lwowie, zm. 30 marca 1995 w Londynie) – polski działacz emigracyjny, minister w rządzie RP na uchodźstwie.

## Życiorys
Ukończył studia prawnicze na Uniwersytecie Jana Kazimierza we Lwowie. Był prezesem korporacji Gasconia. Następnie zatrudniony jako asystent na Wydziale Nauk Ekonomicznych UJK. Był członkiem Stronnictwa Narodowego Po wybuchu II wojny światowej aresztowany przez władze sowieckie, opuścił ZSRR z Armią Andersa. Służył w Samodzielnej Brygadzie Strzelców Karpackich, w 1942 został sekretarzem Komisji Badawczej Ministerstwa Sprawiedliwości z siedzibą w Jerozolimie, od 1943 pracował w Ministerstwie Sprawiedliwości rządu RP na uchodźstwie w Londynie. 
Po wojnie pozostał na emigracji. Ukończył studia na London School of Economics. W działalności politycznej związał się z Chrześcijańską Demokracją, należał do władz tzw. Komitetu Zagranicznego Stronnictwa Pracy, był członkiem III i IV Rady Narodowej Rzeczypospolitej Polskiej (1949–1953), Tymczasowej Rady Jedności Narodowej (1954–1962), w latach 1962–1971 zasiadał w Radzie Jedności Narodowej, w latach 1963–1972 był członkiem Egzekutywy Zjednoczenia Narodowego (w latach 1963–1967 odpowiadał za sprawy krajowe, następnie za sprawy Kościoła). W 1972 odrzucił sposób scalenia ośrodków władzy emigracyjnej i został wiceprzewodniczącym Komitetu Wykonawczego tzw. Polskiego Zjednoczenia Narodowego, grupującego przede wszystkim członków SN i SP. W Stronnictwie Pracy był przez wiele lat członkiem zarządu, następnie prezesem partii (formalnie prezesem Komitetu Zagranicznego SP). W 1983 wszedł ze swoją partią do obozu legalistycznego, w latach 1983–1991 był członkiem VII i VIII Rady Narodowej Rzeczypospolitej Polskiej. Od kwietnia 1983 do 1990 był ministrem bez teki kolejno w trzecim i czwartym rządzie Kazimierza Sabbata, pierwszym i drugim rządzie Edwarda Szczepanika.
Przez Prezydenta RP na uchodźstwie został odznaczony Krzyżem Komandorskim Orderu Odrodzenia Polski 15 sierpnia 1982.

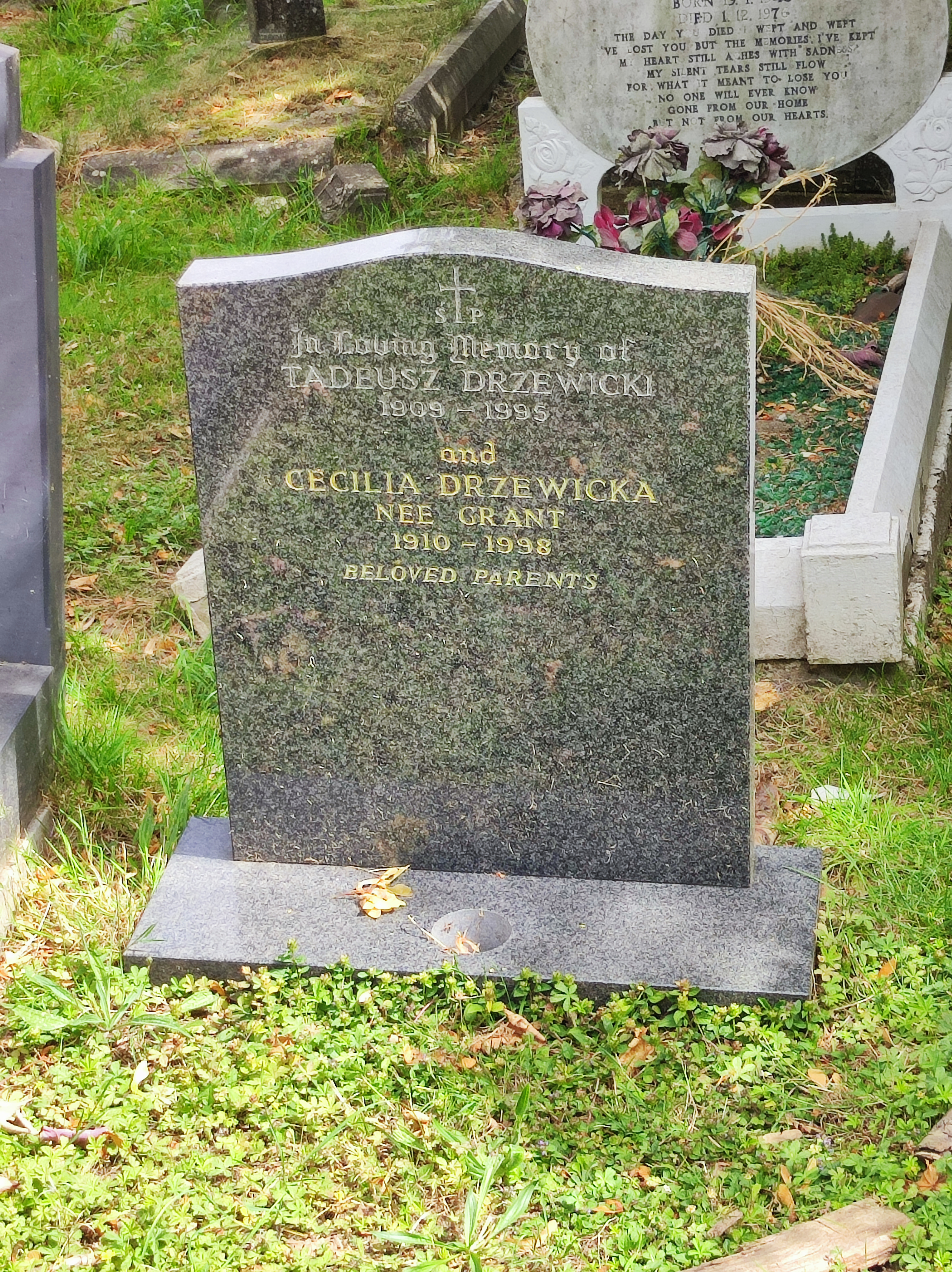
Grób Tadeusza Drzewickiego

Pochowany razem z żoną na cmentarzu Putney Vale w Londynie (AP 134). 